# Escuela de Ingenieros de Caminos, Canales y Puertos (Universidad Politécnica de Madrid)

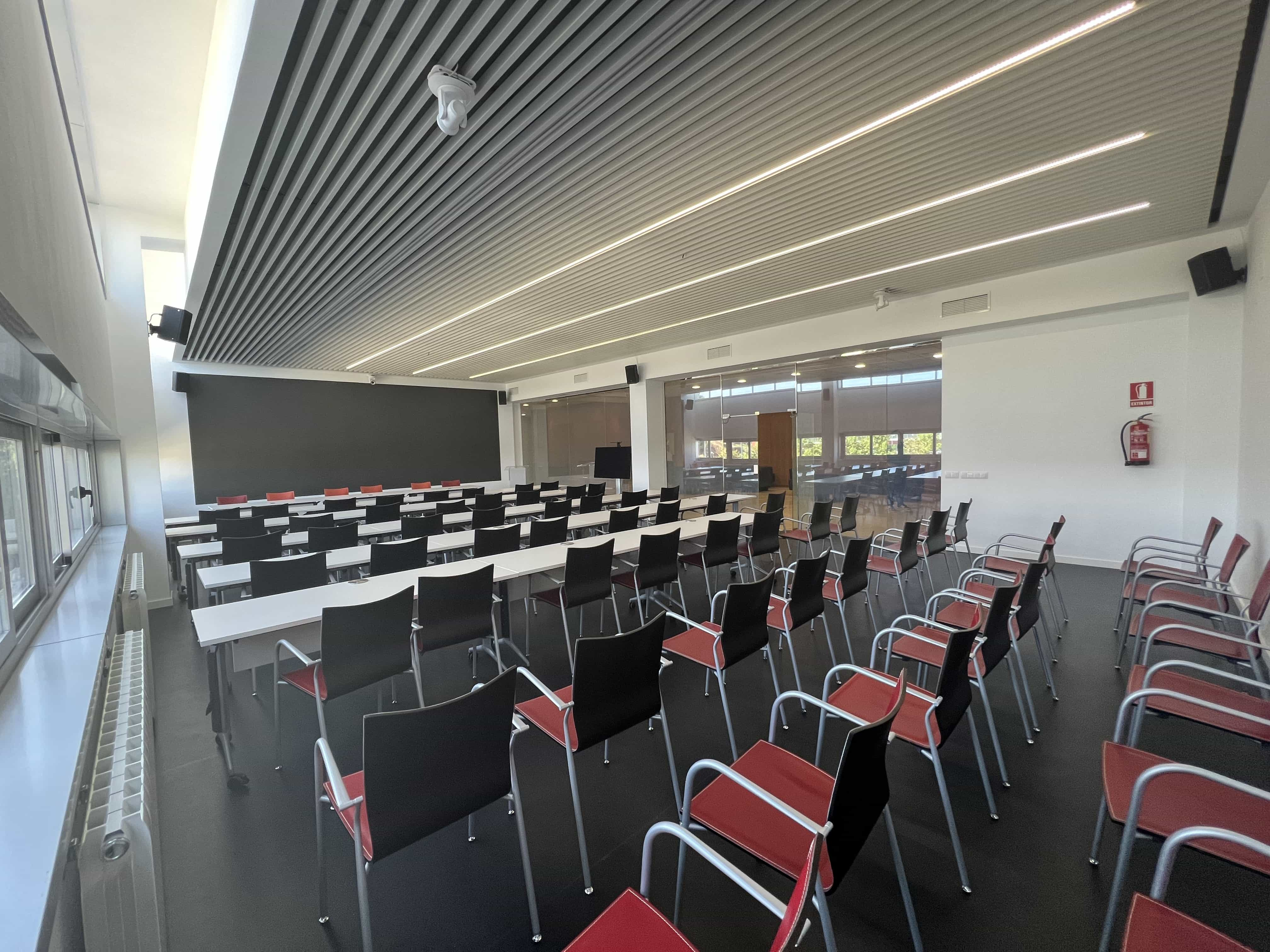
Aula Torres Quevedo

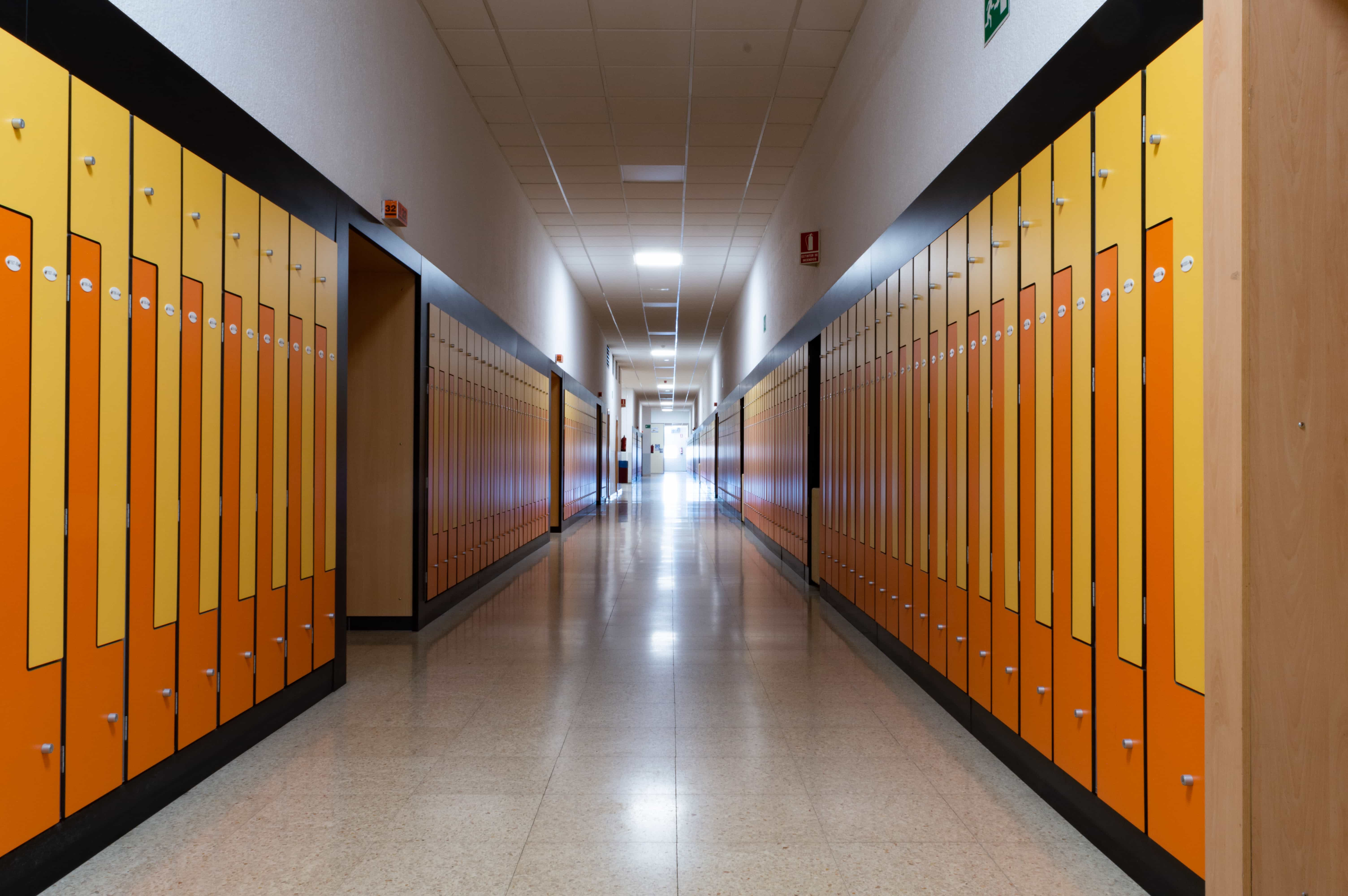
Pasillo

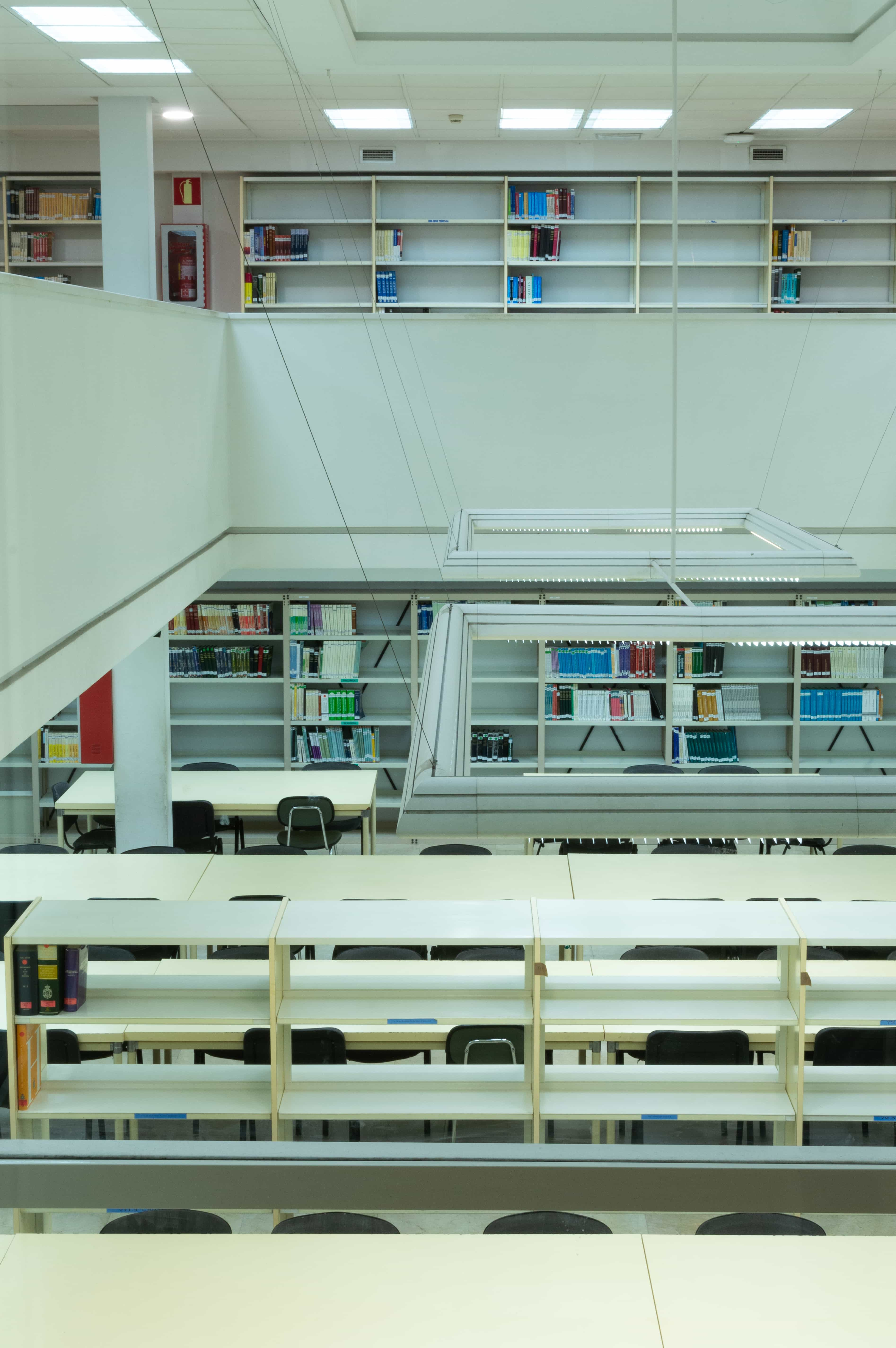
Biblioteca

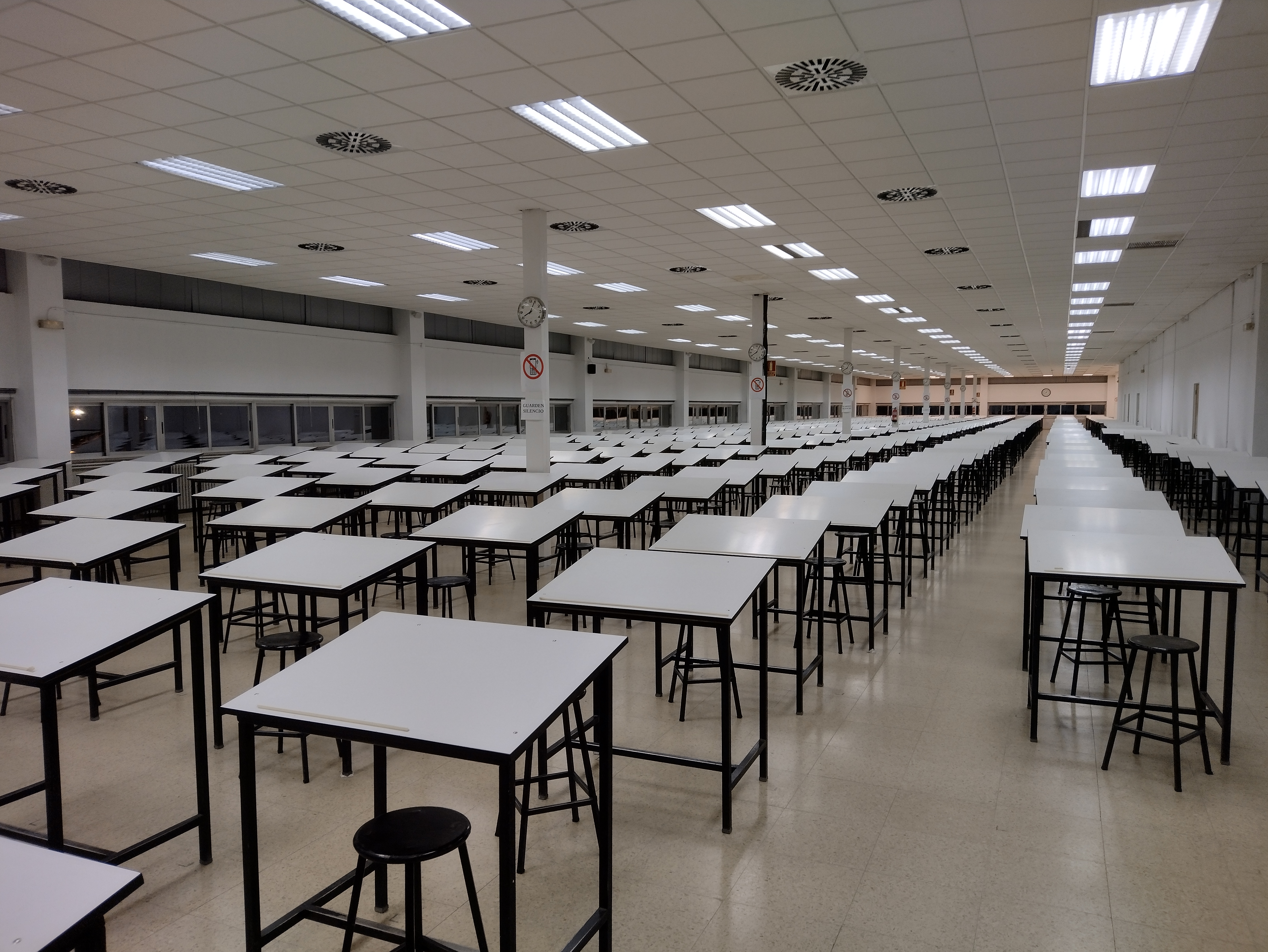
Aula de exámenes

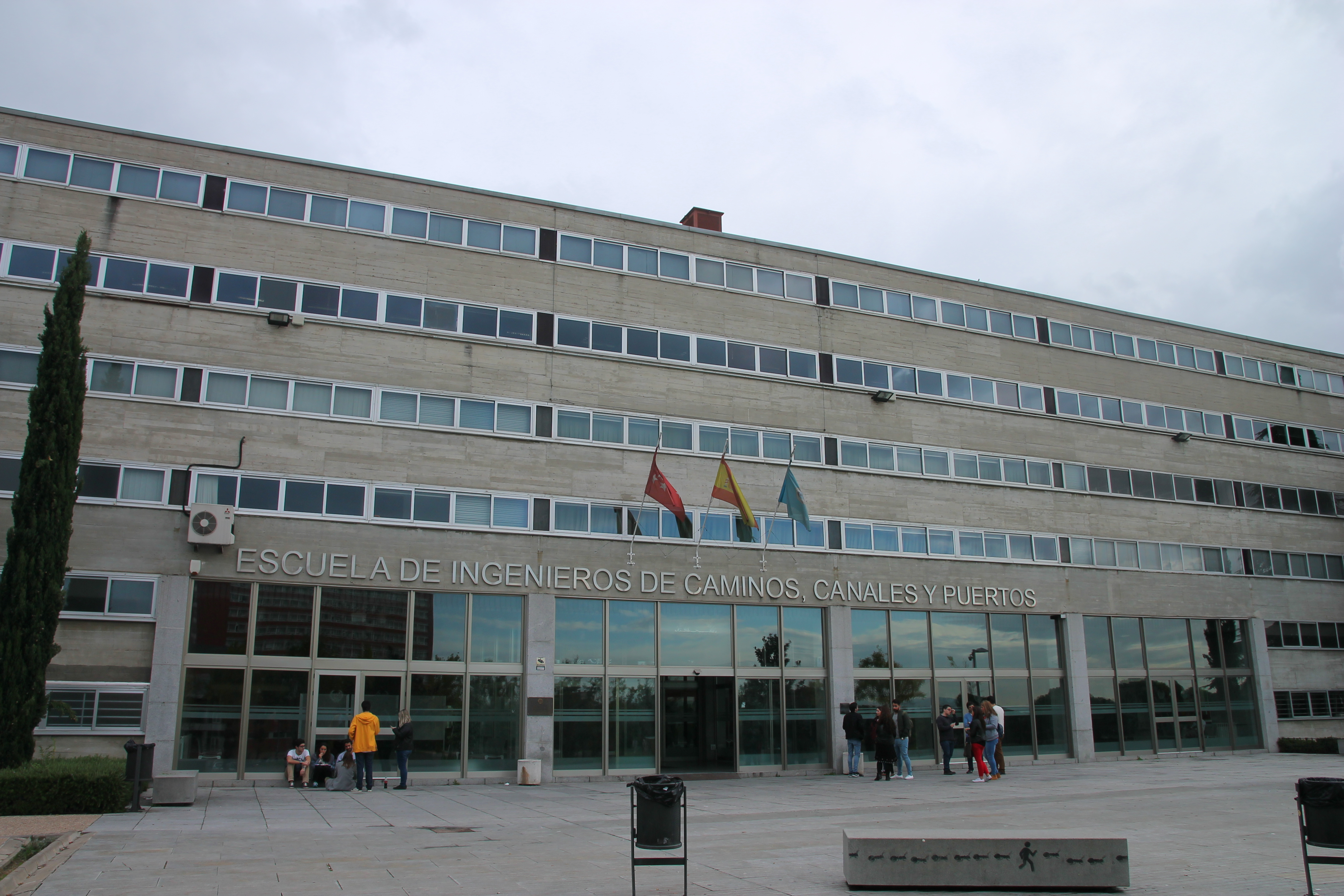
Ingreso al edificio

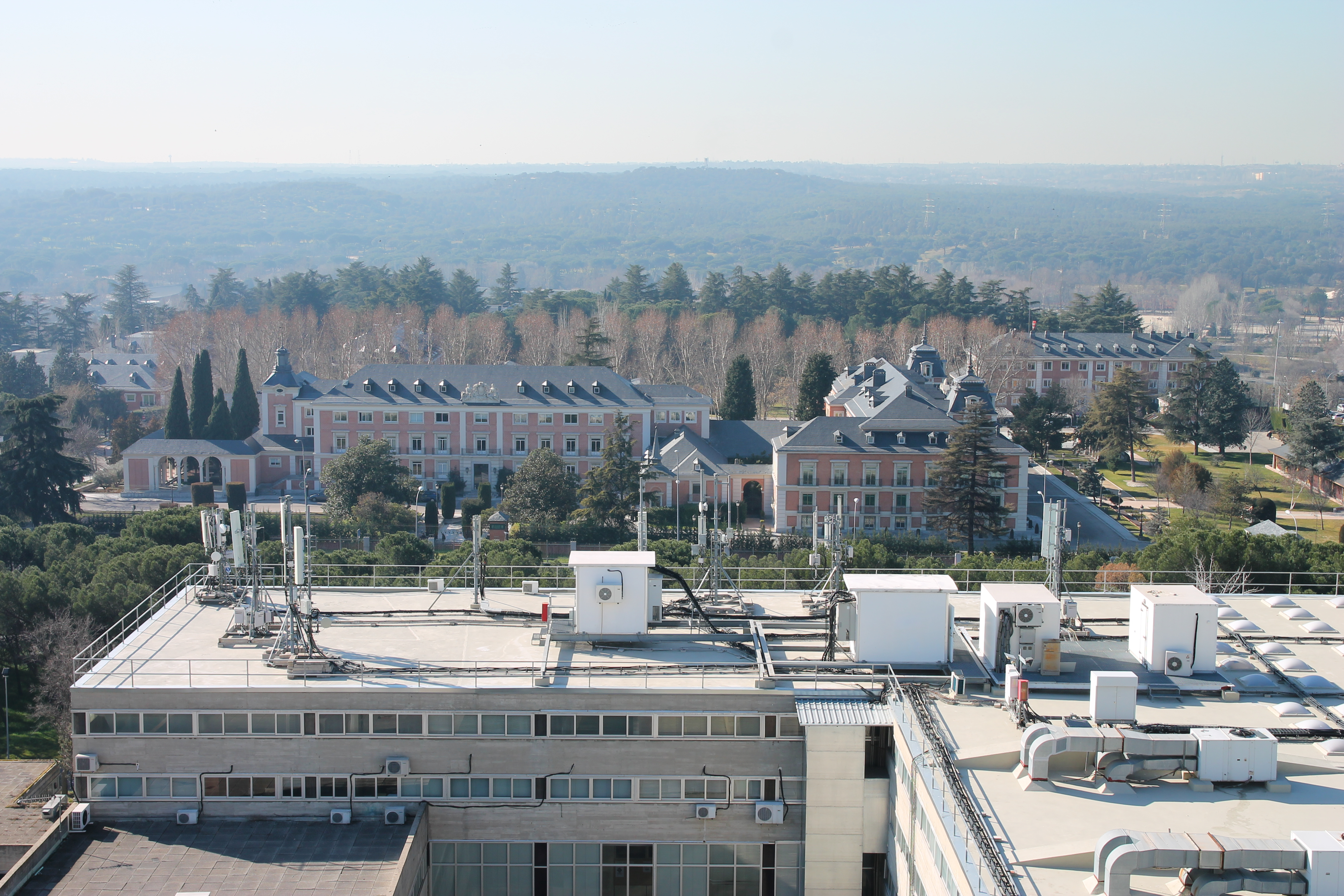
El techo desde la torre, palacio de Moncloa

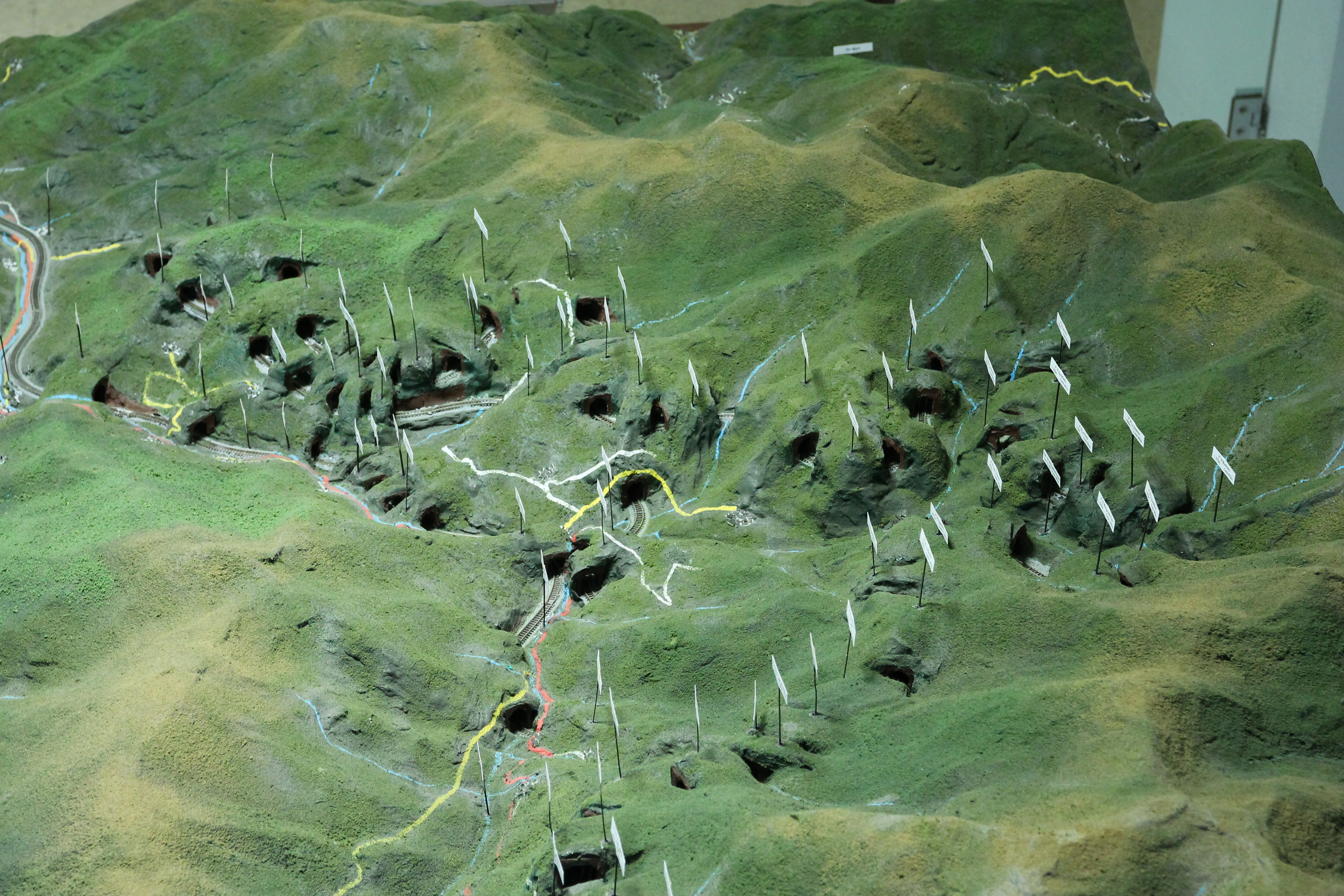
Un módelo de los túneles de Pajares

La Escuela de Ingenieros de Caminos, Canales y Puertos de la Universidad Politécnica de Madrid es una escuela de ingeniería civil. Es el resultado de la fusión de la Escuela Técnica Superior de Ingenieros de Caminos, Canales y Puertos con la Escuela Técnica Superior de Ingeniería Civil.

## Historia
La Escuela de Caminos de Madrid se fundó en 1802, diecisiete años después de que en 1785 el conde de Floridablanca, Secretario de Estado y Superintendente de Correos, creara la Dirección General de Caminos. El rey Carlos IV había instituido la Inspección General de Caminos en 1799, cuyo segundo inspector general, el ingeniero militar canario Agustín de Betancourt (1754-1828), impulsó la fundación de la Escuela de Ingenieros de Caminos y Canales. Betancourt, que ya había definido en 1791 las cualidades deseables en un Ingeniero de Caminos, tuvo como modelo la École de Chaussées francesa, en la que había residido como pensionado.
La primera sede de la institución fue el Palacio del Buen Retiro, donde comenzaron las clases en el mes de noviembre de 1802. La primera promoción, formada por cinco ingenieros, salió de las aulas en 1804. El comienzo de la Guerra de Independencia contra la invasión napoleónica obligó a suspender las clases en mayo de 1808. La destrucción del palacio durante el conflicto y la posterior abolición de la Inspección General y de su Escuela en 1814, propició un periodo de una inactividad académica prácticamente total. No sería hasta 1820, con los nuevos aires constitucionales, cuando la Escuela se volvería a abrir, para ser cerrada de nuevo en 1823, con la derogación de la carta magna.
Tras numerosas vicisitudes políticas durante el final del reinado de Fernando VII, bajo el impulso del prestigioso ingeniero José Agustín de Larramendi, la Escuela abrió definitivamente sus puertas en 1834. Su nueva sede fue la Aduana Vieja, en la plazuela de La Leña.
En 1835 se asumieron las competencias en Puertos, y en 1836 se aprobó el primer reglamento del Cuerpo de Ingenieros de Caminos y Canales, ampliándose el plan de estudios de tres a cinco años e instituyéndose el examen de ingreso. Unos años después, en 1849, se creó una escuela preparatoria común para ingenieros civiles, de minas y arquitectos, que tras dos años de estudios posibilitaba el acceso a un examen de ingreso en la Escuela Especial, donde el programa de estudios se completaba con otros cuatro años de formación. 
El plan de estudios de la Escuela recuperó su total autonomía en 1855, cuando un nuevo reglamento estableció un programa específico de seis años, con el correspondiente examen de ingreso previo (aunque el plan de estudios se acortó a cuatro años en 1868). Una vez superado el examen de ingreso, podían cursarse los estudios en régimen de internado o externo. Finalizada la carrera, se obtenía el título de Ingeniero de Caminos, Canales y Puertos, que habilitaba para el ejercicio libre de la profesión, pudiendo los alumnos internos acceder al Cuerpo de Ingenieros de Caminos mediante una oposición.
A partir de 1872 la Escuela pasó a depender de la Dirección General de Instrucción Pública, iniciándose un período conflictivo en el que se sucedieron numerosas disposiciones normativas de escaso plazo de vigencia, pasando a depender otra vez del Ministerio de Fomento en 1886. El plan de estudios se redujo a tres años en 1888.
En el año 1926 la Escuela vio reforzada su posición académica, obteniendo su autonomía respecto al Estado. Su independencia económica le permitió modernizar sus programas docentes y sus instalaciones, convirtiéndose en un foco cultural de primer orden en los años anteriores a la guerra civil española.
En 1957 desaparecieron las Escuelas Especiales, que se integraron en la estructura general de las Universidades dependientes del Ministerio de Educación y Ciencia, con el nombre de Escuelas Técnicas. Es entonces cuando se eliminó el exigente examen de ingreso, sustituyéndolo por un curso selectivo al que seguía un curso de iniciación y cinco cursos más.
La reordenación de las enseñanzas técnicas en 1964 supuso la estructuración de las carreras técnicas en dos niveles. En el caso de Caminos, se establecieron las titulaciones de ingeniero de caminos por un lado, y la de ayudante de obras públicas (también denominada perito o ingeniero técnico) por otro. El plan de estudios de los ingenieros pasó a constar de cinco cursos, con los dos primeros selectivos. Coincidiendo con un período de intenso desarrollo económico, la Escuela de Madrid dejó de tener la competencia en exclusiva de formar a los ingenieros de caminos españoles, dando paso a la Escuela de Santander en 1966, a la de Valencia en 1968 y a la de Barcelona en 1973.
El traslado de la Escuela a su ubicación actual en la Ciudad Universitaria de Madrid se produjo en el año 1969, convirtiéndose el antiguo edificio de la calle Alfonso XII (que había sido la sede de la Escuela desde 1892) en el nuevo emplazamiento de la entonces Escuela de Obras Públicas (posteriormente convertida en Escuela Técnica Superior de Ingeniería Civil).  
Tras la aplicación de la Ley General de Educación de 1970, que supuso la transformación del Instituto Politécnico (que agrupaba a todas las escuelas técnicas superiores de la capital) en la Universidad Politécnica de Madrid, el curso 1975/1976 vio la implantación de un plan de estudios de seis años, que permaneció vigente con pequeñas modificaciones hasta la instauración del Plan Bolonia en el curso 2010/2011.

### Fusión con la Escuela Técnica Superior de Ingeniería Civil

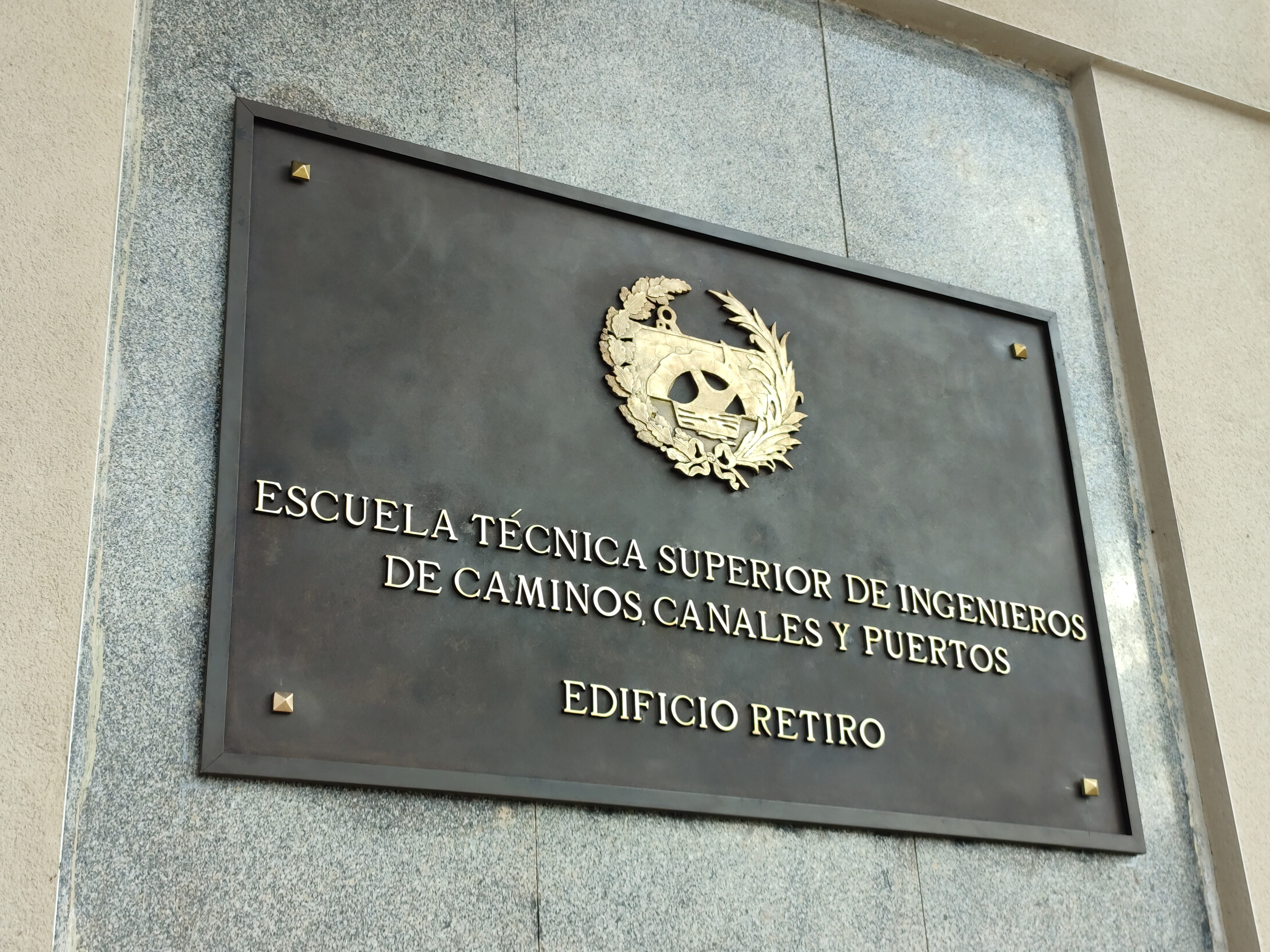
Placa con la denominación de la escuela desde 2022

En 2017, un año después de su elección como rector, Guillermo Cisneros, rector de la Universidad Politécnica de Madrid, propuso la extinción del grado en ingeniería civil. Esta propuesta recibió una gran resistencia por parte del alumnado de la escuela, que llegó a manifestarse, pero al final el grado entró en proceso de extinción en el curso 2018-2019 por decisión del consejo de gobierno.
El proceso de extinción del grado conllevó a su vez el inicio de un proceso de fusión de la Escuela Técnica Superior de Ingeniería Civil con la Escuela Técnica Superior de Ingenieros de Caminos, Canales y Puertos, que culminó con el nombramiento del nuevo equipo directivo de la escuela integrada el 29 de abril de 2022, con José Miguel Atienza Riera como director y María Isabel Mas López como Adjunta al director para el edificio de Retiro.
El 3 de abril de 2025, coincidiendo con la Entrega de Diplomas a los titulados del curso 23/24, se estrenó la nueva identidad visual de la escuela.

## Sedes
Desde su fundación en 1802, la Escuela de Caminos de Madrid ha ocupado los edificios siguientes:
- (1802-1808) Palacio del Buen Retiro: (algunas fuentes citan los jardines del Palacio del Buen Retiro). Esta primera sede tuvo que abandonarse tras la insurrección contra las tropas napoleónicas de 1808, durante la que se perdió el edificio y el museo de máquinas del Real Gabinete.
- (1820-1847) Edificio de la Aduana Vieja: situado en la Plazuela de La Leña (actual calle de la Bolsa). El crecimiento de la Escuela hizo que el espacio disponible en el edificio fuera insuficiente, propiciando un nuevo traslado.
- (1847-1892) Palacete en la calle del Turco: este edificio del siglo XVIII se localizaba en lo que hoy es la calle del Marqués de Cubas. Nuevas necesidades de espacio llevaron a plantear la ampliación del edificio, que nunca llegó a acometerse.
- (1892-1969) Edificio junto al Retiro: situado en la calle de Alfonso XII, fue el resultado de la decisión de disponer de un edificio de nueva planta, diseñado específicamente como escuela. La ubicación elegida fue el cerrillo de San Blas, un pequeño altozano colindante con la esquina suroeste del Parque del Retiro, que ya alojaba el Observatorio Astronómico diseñado en 1790 por Juan de Villanueva. El proyecto del edificio fue redactado en 1876 por el ingeniero y arquitecto Mariano Cardedera Ponzán, aunque la inauguración del edificio hubo de esperar hasta 1892, tras la modificación del proyecto original encargada en 1886 al arquitecto Enrique Repullés y Segarra, en la que se le añadió una nueva planta de áticos al edificio y se modificó la distribución de sus dependencias.
- (1969-Actualidad) Edificio de la Ciudad Universitaria: el amplio edificio actual fue proyectado por Luis Laorga y José López Zanón, como solución al problema de la falta de espacio en su ubicación anterior. Se trata de una edificación de corte eminentemente funcional y racionalista, sin la más mínima concesión a elementos de tipo ornamental, estructurada mediante grandes volúmenes prismáticos delimitados por paramentos de hormigón visto.
- (2022-Actualidad) Edificio junto al Retiro: Tras la fusión con la Escuela Técnica Superior de Ingeniería Civil la escuela pasó a tener dos sedes, el Edificio de Ciudad Universitaria y el Edificio de Retiro, donde a partir del curso 2022-2023 pasa a acoger a parte de los alumnos de nuevo ingreso del Grado en Ingeniería Civil y Territorial, pudiendo elegir el edificio donde cursar el grado.

### Alumnos ilustres
Desde su creación, por esta Escuela han pasado multitud de personajes ilustres del panorama tanto nacional como internacional.
Entre ellos, se encuentran los siguientes: Juan Benet, José Echegaray, Carlos de Haes, Jenaro Pérez Villaamil, Emiliano Aguirre, Enrique Castillo Ron, Manuel Elices Calafat, Faustino Menéndez-Pidal de Navascués, Eduardo Saavedra, Manuel Alonso de Areyzaga, René Petit, Alfonso Reyes Cabanas, José María Aguirre Gonzalo, José María Entrecanales de Azcárate, José Entrecanales Ibarra, Florentino Pérez, Rafael del Pino Calvo-Sotelo, Rafael del Pino Moreno, Nicolás María de Urgoiti, Juan Miguel Villar Mir, Juan José Arenas de Pablo, Agustín de Betancourt, José Calavera Ruiz, Carlos María de Castro, Ildefonso Cerdá, Carlos Fernández Casado, José Antonio Fernández Ordóñez, Manuel Lorenzo Pardo, Javier Manterola, Julio Martínez Calzón, José Eugenio Ribera, José Antonio Torroja, Eduardo Torroja Miret, Lucio del Valle, Federico Cantero, Juan de la Cierva, Leonardo Torres Quevedo, Francisco Álvarez-Cascos, Constantino de Ardanaz y Undabarrena, Juan de Arespacochaga, Manuel Becerra Fernández, Rafael Benjumea y Burín, Alberto Bosch y Fustegueras, Leopoldo Calvo-Sotelo, José Elduayen Gorriti, Francisco de Federico y Martínez, Pedro González-Bueno, José María López de Letona, Vicente Mortes, Virgilio Oñate Gil, Jesús Posada Moreno, Alfonso Peña Boeuf, Práxedes Mateo Sagasta, Amós Salvador Rodrigáñez, Salvador Sánchez-Terán, Francisco Terán Morales, Emilio Ortuño Berte, Antonio Valdés González-Roldán, Antonio Velao, Álvaro del Portillo.

### Directores
| Fecha inicio             | Fecha fin                | Director                                       |
| ------------------------ | ------------------------ | ---------------------------------------------- |
| Noviembre de 1802        | Mayo de 1807             | Agustín de Betancourt y Molina                 |
| Noviembre de 1820        | Mayo de 1823             | Javier Barra de la Juelva                      |
| 22 de enero de 1834      | 24 de enero de 1837      | José Agustín de Larramendi Muguruza            |
| 24 de enero de 1837      | 1 de julio de 1837       | José García Otero                              |
| 1 de julio de 1837       | 12 de octubre de 1848    | Juan Subercase Krets                           |
| 12 de octubre de 1848    | 12 de octubre de 1849    | Pedro Cortijo                                  |
| 12 de octubre de 1849    | 12 de abril de 1850      | Gabriel Gómez Herrador                         |
| 12 de abril de 1850      | 11 de febrero de 1855    | Elías Aquino Carrillo                          |
| 11 de febrero de 1855    | 20 de junio de 1856      | Juan Subercase Krets (segunda vez)             |
| 20 de junio de 1856      | 10 de diciembre de 1856  | José de Azas Llanderal Valdés                  |
| 10 de diciembre de 1856  | 19 de octubre de 1865    | Calixto de Santa Cruz y Ojangoiti              |
| 19 de octubre de 1865    | 1 de septiembre de 1871  | Lucio del Valle Arana                          |
| 1 de septiembre de 1871  | 23 de febrero de 1872    | Manuel Peironcely Maroto                       |
| 23 de febrero de 1872    | 18 de julio de 1874      | Lucio del Valle Arana (segunda vez)            |
| 18 de julio de 1874      | 22 de julio de 1879      | Carlos Campuzano Watkins                       |
| 22 de julio de 1879      | 18 de septiembre de 1880 | Manuel Peironcely Maroto (segunda vez)         |
| 18 de septiembre de 1880 | 22 de noviembre de 1884  | Santiago Bausá y Agudo                         |
| 22 de noviembre de 1884  | 12 de septiembre de 1895 | Pedro Pérez de la Sala                         |
| 12 de septiembre de 1895 | 9 de mayo de 1898        | José Álvarez Núñez                             |
| 9 de mayo de 1898        | 27 de agosto de 1900     | Rogelio de Inchaurrandieta y Páez              |
| 27 de agosto de 1900     | 4 de julio de 1902       | Leonardo de Tejada y Morales                   |
| 4 de julio de 1902       | 14 de marzo de 1908      | Pedro Pérez de la Sala (segunda vez)           |
| 14 de marzo de 1908      | 12 de septiembre de 1908 | Antonio Portuondo Barceló                      |
| 12 de septiembre de 1908 | 3 de octubre de 1913     | Mariano Carderera y Ponzán                     |
| 3 de octubre de 1913     | 27 de enero de 1915      | Vicente de Garcini y Pastor                    |
| 27 de enero de 1915      | 23 de octubre de 1922    | Luis Gaztelu y Maritorena, marqués de Echandía |
| 23 de octubre de 1922    | 28 de abril de 1924      | Alfredo Mendizábal Martín                      |
| 28 de abril de 1924      | 25 de octubre de 1939    | Vicente Machimbarrena Gogorza                  |
| 25 de octubre de 1939    | 25 de octubre de 1940    | Pedro M. González Quijano                      |
| 25 de octubre de 1940    | 5 de febrero de 1952     | Manuel Aguilar López, conde Casa Rul           |
| 5 de febrero de 1952     | 27 de diciembre de 1961  | Luis Martín de Vidales y Orueta                |
| 27 de diciembre de 1961  | 14 de octubre de 1968    | Carlos Benito Hernández                        |
| 14 de octubre de 1968    | 9 de diciembre de 1975   | Juan Batanero García-Geraldo                   |
| 9 de diciembre de 1975   | 16 de noviembre de 1981  | Enrique Balaguer Camphuis                      |
| 16 de noviembre de 1981  | 24 de febrero de 1989    | José Antonio Torroja Cavanillas                |
| 24 de febrero de 1989    | 12 de mayo de 1997       | Vicente Sánchez Gálvez                         |
| 12 de mayo de 1997       | 12 de julio de 2005      | Edelmiro Rúa Álvarez                           |
| 12 de julio de 2005      | 7 de mayo de 2013        | Juan Antonio Santamera Sánchez                 |
| 7 de mayo de 2013        | 29 de abril de 2022      | Francisco Javier Martín Carrasco               |
| 29 de abril de 2022      | Actualidad               | José Miguel Atienza Riera                      |

## Cultura
Después de la exposición 'Caminos de un Tiempo (1973-1987)' en el 2006 con la actuación de Antonio Vega rememorando esta época, la Asociación Musical Caminos junto con la Escuela y el Colegio de Ingenieros ha organizado también el concierto de Javier Krahe en 2009, otra figura representativa de los años 80 con Joaquín Sabina y Alberto Pérez en La mandrágora.
Desde 2008 el Foro Económico-Empresarial Caminos viene organizando diversos simposios y charlas sobre la trayectoria profesional de destacados Ingenieros De Caminos que en esta misma escuela estudiaron, y así han intervenido en ellas Juan Miguel Villar Mir, José María Aguirre, Salvador Sánchez-Terán o Francisco Álvarez-Cascos entre otros.
Cada año tiene lugar en la Escuela el Civilfor, foro de empresas dedicadas a obra civil y construcción en general, que cuenta con charlas y conferencias de ingenieros de caminos y personalidades relacionadas con el mundo de la construcción tan representativas como Santiago Calatrava, Javier Manterola, Carlos Lamela, etc.

## Alumnos

### Delegación de Alumnos
La delegación de alumnos es el órgano oficial de representación estudiantil de la escuela.

### Asociaciones estudiantiles
La escuela cuenta con 16 asociaciones:
- Asociación Cultural Caminos
- IngeMat UPM - Asociación de estudiantes de Ingeniería de Materiales
- Asociación Deportiva
- Teatro en Canal
- Club de rol y tiempo libre
- Asociación musical
- ESN - Erasmus Student Network
- BEST Madrid
- Asociación fotográfica
- Asociación Cooperación Caminos
- Tuna
- Pintura
- FEEC - Foro Económico Empresarial Caminos
- Baile
- EPIC
- Asociación de Montaña

### ViveCaminos
El evento denominado ViveCaminos es la principal jornada de puertas abiertas que realiza la escuela, con una amplia gama de actividades y charlas relacionadas con la carrera. En este edificio se celebró por primera vez el 6 de octubre de 2022.